# Liceo scientifico e linguistico statale Principe Umberto di Savoia
Il liceo scientifico e linguistico statale "Principe Umberto di Savoia", dedicato all'allora Principe di Piemonte Umberto II di Savoia, si trova a Catania. È un liceo scientifico fra i più antichi d'Italia, nato con la riforma Gentile del 1923..

## Storia
Il liceo nacque come "regio liceo scientifico di Catania" il 9 settembre 1923, tale uno dei 37 licei scientifici istituiti, uno per provincia, dalla riforma Gentile ma venne velocemente intitolato a Umberto di Savoia, figlio del re Vittorio Emanuele III e principe ereditario d'Italia.
La prima sede del liceo era posta in via Vittorio Emanuele, nello stesso stabile dove oggi ha sede il Liceo statale E. Boggio Lera, che nasce infatti come secondo liceo cittadino dalle classi rimaste dopo il trasferimento. Infatti il 1º ottobre 1967, il liceo fu trasferito nel quartiere Cibali, in via Chisari. Ancora dopo il liceo costituì in via Sabato Martelli Castarli, al civico 55, una sede succursale presso l'istituto comprensivo "Meucci". Attualmente la scuola possiede due succursali: una in via Susanna presso l'istituto F. de Roberto e una in via del Bosco presso i Salesiani.

## La Struttura
La sede centrale del liceo è composta da tre costruzioni unite fra loro, alle quali sono annessi due edifici prefabbricati. La struttura possiede una palestra e un cortile per lo svolgimento delle attività motorie, due campi da pallavolo, un cortile d'ingresso, un'aula magna, un laboratorio di informatica, un laboratorio di fisica e uno di scienze naturali.